# Bayburt (prowincja)
Prowincja Bayburt (tur. Bayburt ili) – jednostka administracyjna we wschodniej Turcji.
Prowincja jest najmniej zamieszkaną prowincją w kraju – w roku 2021 zamieszkiwało ją 85 042 ludzi.

## Dystrykty

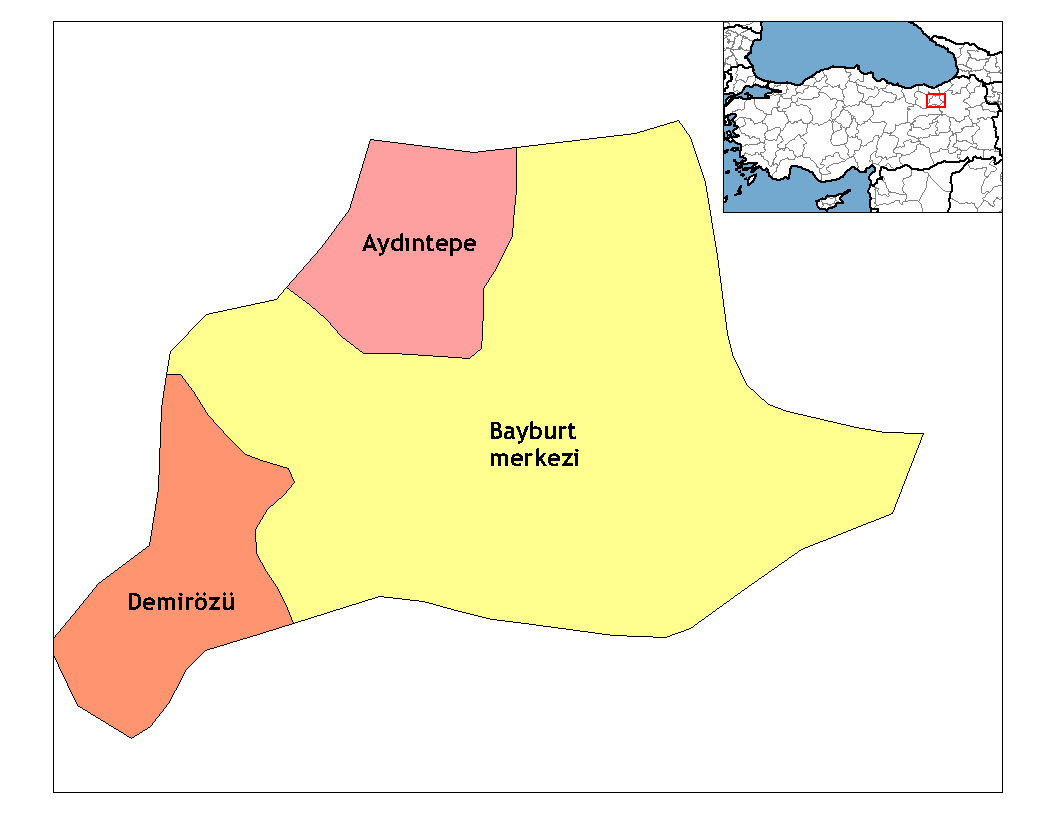
Dystrykty w prowincji Bayburt

Prowincja Bayburt dzieli się na trzy dystrykty:
- Aydıntepe
- Bayburt
- Demirözü